# ГЕС Bay d’Espoir
ГЕС Bay d'Espoir — гідроелектростанція на канадському острові Ньюфаундленд. Знаходячись після ГЕС Аппер-Салмон, становить нижній ступінь дериваційного гідровузла, який використовує ресурс зі сточища ряду річок, що мають устя на південному та північному узбережжях острова.
Відпрацьований на ГЕС Аппер-Салмон ресурс потрапляє до Вест-Салмон, правого витоку річки Салмон, котра впадає до затоки Іст-Бей. Остання є одним з бічних відгалужень на заході фіорду Bay d'Espoir — глибоко врізаного у суходіл продовження затоки Hermitage Bay, котра в свою чергу є частиною естуарію річки Святого Лаврентія. При цьому за кілька десятків кілометрів від устя Салмон проходить неподалік від уриву плато, оберненого до основної, східної частини Bay d'Espoir, що створило гарні умови для спорудження дериваційної схеми.
З метою створення водосховища Салмон перекрили кам'яно-накидною греблею з моренним ядром висотою 40 метрів та довжиною 192 метри, яка потребувала 469 тис. м3 породи (та ще 9,5 тис. м3 бетону для облаштування водоскиду). Крім того, звели три допоміжні земляні споруди для закриття сідловин. Більша з них при висоті 40 метрів та довжині 762 метри вміщує 1241 тис. м3 породи, а дві менші при висоті по 11 метрів та загальній довжині 701 метр потребували 185 тис. м3 матеріалу. Разом з греблею вони утримують водосховище Jeddore Lake (воно ж Лонг-Понд) із об'ємом 453 млн м3 та припустимим коливанням рівня в операційному режимі між позначками 178,3 та 180,7 метра НРМ.
Зі сховища на схід прокладено підвідний канал довжиною біля 2,4 км, який перетинає водорозділ із долиною струмка Northwest Brook (впадає у східну частину Bay d'Espoir). Сформований з використанням природних елементів рельєфу, канал має значну ширину та завершується дамбою висотою 28 метрів та довжиною 1128 метрів. Будівництво цієї траси потребувало екскавації 700 тис. м3 породи та відсипки 840 тис. м3 для створення утримувальних споруд.
Далі ресурс подається до розташованих на березі Northwest Brook двох машинних залів через напірні водоводи завдовжки 1,2 км. Прокладені для першої черги три лінії мають спадаючий діаметр від 5,2 до 4,1 метра та сполучені з трьома вирівнювальними резервуарами надземного типу. Останні сягають висоти у 113 метрів та складаються із ферменої конструкції і розташованого на ній баку з діаметром 7,6 метра.
Введена у експлуатацію в 1967—1970 роках перша черга включає шість турбін типу Френсіс потужністю 75 МВт. Запущена у 1977-му друга черга складається з однієї турбіни потужністю 154 МВт. Обладнання використовує напір у 176 метрів та забезпечує виробництво 2650 млн кВт-год електроенергії на рік.
Для повного використання перепаду висот між сховищем і затокою Bay d'Espoir русло струмка Northwest Brook поглибили та перетворили на відвідний канал довжиною 4,5 км та шириною по дну 18 метрів, при цьому знадобилась вибірка 1,2 млн м3 породи.
Видача продукції відбувається по ЛЕП, розрахованій на роботу під напругою 230 кВ.